# Aaley
Aaley (arabiska: عاليه) är en distriktshuvudort i Libanon. Den ligger i guvernementet Libanonberget, i den centrala delen av landet, 13 kilometer sydost om huvudstaden Beirut. Aaley ligger 878 meter över havet och antalet invånare är 100 000.
Terrängen runt Aaley är lite bergig. Runt Aaley är det tätbefolkat, med 343 invånare per kvadratkilometer.. Närmaste större samhälle är Beirut, 13,5 kilometer nordväst om Aaley.
Omgivningarna runt Aaley är i huvudsak ett öppet busklandskap.